# The Unseen (band)
The Unseen is een Amerikaanse streetpunk-band uit Hingham, Massachusetts. Ze leidden met andere punkbands de Amerikaanse streetpunk-revival, waarin het geluid van de streetpunk uit Engeland tijdens jaren 80 wordt nagedaan. De band werd oorspronkelijk The Extinct genoemd.

## Geschiedenis
The Unseen werd opgericht in Hingham, Massachusetts in 1993. De band verhuisde hierna al snel naar Boston, Massachusetts. De vroegste formatie bestond uit bassist en zanger Tripp, gitarist Scott, drummer en zanger Civitarese en gitarist en zanger Paul Russo (die ook wel drums en basgitaar speelde tijdens live shows voor bepaalde nummers). Russo verliet de band en ging spelen in Pinkerton Thugs en begon daarnaast een soloproject genaamd The Strings. Hij speelt momenteel in een punkband genaamd Broken Stereo. Mark "Unseen" Civitarese, die drums speelde op de eerste paar albums van de band, werd de zanger na het vertrek van Paul Russo.
The Unseen heeft getoerd door onder andere Europa, Noord-Amerika, Australië, Japan en Mexico. Sinds het vertrek van Russo heeft de band vele vervangingen op tournee gebruikt waaronder leden van The Virus, Strike Anywhere, en F-Minus. Onlangs werd op hun MySpace-pagina bekendgemaakt dat de band een vijfde bandlid had gerekruteerd, namelijk Jonny, een gitarist die samen met Mark Unseen in A Global Threat heeft gespeeld.

## Leden
| - Mark "Unseen" Civitarese - drums, zang (1993-heden) - Tripp Underwood - basgitaar, zang (1993-heden) - Scott Unseen - gitaar, zang (1993-heden) - Pat Melzard - drums (2003-heden) - Jonny Thayer - slaggitaar, achtergrondzang (2006-heden) | Voormalige leden - Paul Russo - zang, slaggitaar, basgitaar, drums (1995-2003) - Marc Carlson - zang (1993-1995) - Brian "Chainsaw" Riley - slaggitaar, zang (1997-1999) - Ian Galloway - slaggitaar, achtergrondzang (tourlid, 2003-2004, 2006, 2008) |

## Discografie
| - Lower Class Crucifixion (1997, VML Records) - So This Is Freedom? (1999, A-F Records) - The Anger and the Truth (2001, BYO Records) - Explode (2003, BYO Records) - State of Discontent (2005, Hellcat Records) - Internal Salvation (2007, Hellcat Records) | - Totally Unseen: The Best of The Unseen (2000, Step-1 Records) - The Complete Singles Collection 1994-2000 (2002, Punkcore Records) |